# Chinese achternaam
Chinese achternamen zijn de familienamen die historisch gezien worden gedragen door Han-Chinezen en andere Chinees etnische groeperingen op het Chinese vasteland, Taiwan en andere Chinese overzeese gebieden.
De twee informele uitdrukkingen lao bai xing (老百姓, (de) oude honderd achternamen) of bǎi xìng (百姓, honderd achternamen) worden in het Chinees gebruikt om gewone mensen, of de man op de straat mee aan te duiden. Baijiaxing is de lijst van honderd meest voorkomende achternamen van de Song-dynastie.
De Chinese familienamen zijn patrilineair, de naam wordt doorgegeven van vader op kind. Chinese vrouwen behouden na huwelijk hun meisjesnaam. Bij adoptie neemt de geadopteerde gewoonlijk de achternaam aan van de adoptieouders.
De Chinese namen worden meestal door middel van pinyin of HK-romanisatie geromaniseerd. Soms worden ze ook in andere dialecten geromaniseerd, wat onoverzichtelijk wordt. In Nederland romaniseren sommige Nederlanders van Chinese afkomst niet volgens pinyin of HK-romanisatie.

## Verspreiding van achternamen
In het noorden van China is Wáng (王) de meest voorkomende achternaam (9,9% van de noordelijke bevolking). Andere veel voorkomende namen in het noorden zijn Li (李), Zhang (张) en Liu (刘).
In het zuiden van China komt Chen (陈) het meest voor (10,6% van de zuidelijke bevolking). Andere veel voorkomende namen in het zuiden zijn Li (李), Huang (黄), Lin (林) en Zhang (张).
Rond de Jangtsekiang is, met 7,7% van de bevolking, de meest voorkomende achternaam Li (李), gevolgd door Wáng (王), Zhang (张), Chen (陈) en Liu (刘). Dit gebied kent veel verschillende familienamen, wat aangeeft aan dat het een immigratieregio is.
In het verre westen en in het zuiden zijn er regio's die wat familienamen betreft zeer verschillen van de rest van het land. Het geeft aan dat etnische minderheden hun eigen familienamen hebben die verschillen van die van de grote groep Han-Chinezen, en dat ze vaker onder elkaar huwen in plaats van met de gemiddelde Chinees. Daarentegen illustreert de grote overeenkomst in familienamen tussen de oostelijke provincie Sjangdong en een reeks provincies in het noordoosten van China de migratie in de negentiende en de twintigste eeuw van meer dan twintig miljoen Sjangdongezen. Maar zoals alle Jansensen geen familie zijn van elkaar, delen in China ook niet alle Wangs eenzelfde stamboom.
Het land telt amper 7327 familienamen voor 1,28 miljard mensen (in 2012).